# Dendromus melanotis
Espèce
Statut de conservation UICN

 LC  : Préoccupation mineure
Dendromus melanotis est une espèce de rongeurs appartenant à la famille des Nésomyidés.